# Graham Nash
Graham Nash (ur. 2 lutego 1942 w Blackpool) – brytyjski muzyk folk-rockowy, gitarzysta i wokalista, znany ze swych występów w grupach The Hollies i Crosby, Stills and Nash oraz z kariery solowej.
Karierę rozpoczął w okresie boomu skifflowego, zakładając w 1955 roku razem z kolegą z klasy Allanem Clarkiem duet Two Teens. W 1960 roku już jako Ricky And Dane dołączyli do formacji Kirk Stephens And The Deltas. Współpraca ta dobiegła końca już w 1961 roku, kiedy to Graham i Allan odeszli, by założyć grupę The Hollies.
Mimo że pierwsze przeboje formacji pochodziły z pozazespołowych źródeł, Nash, Clarke i gitarzysta Tony Hicks stworzyli niedługo potem twórczy związek. Rosnące zamiłowanie Grahama do głębokich, introspektywnych utworów, czego dowodem może być pochodząca z 1967 r. kompozycja „King Midias In Reverse”, powoli zaczynało się kłócić ze zdecydowanie popowymi ciągotami kolegów. W rezultacie już w następnym roku śpiewający gitarzysta odszedł do grupy Crosby, Stills and Nash.
Jego nosowy tenor nasycił barwą przepiękne harmonie tria, a mimo że talent kompozytorski Nasha był przez wielu komentatorów uznawany za lżejszego kalibru, utwory jego autorstwa, m.in. „Marrakesh Express” (napisany jeszcze dla The Hollies), „Teach Your Children” i „Just A Song Before I Go” wydane w wersji singlowej odniosły wielki sukces.
Jego utwór „Be yourself” z 1971 znalazł się na ścieżce dźwiękowej filmu W chmurach (Up In The Air) z 2009 roku.

## Dyskografia solowa Grahama Nasha
- 1971: Songs for Beginners
- 1973: Wild Tales
- 1980: Earth & Sky
- 1986: Innocent Eyes
- 2002: Songs for Survivors
- 2009: Reflections
- 2016: This Path Tonight